# U-Bahnhof Vittoria
Der Bahnhof Vittoria ist ein Tunnelbahnhof der U-Bahn Brescia. Er befindet sich in der Altstadt unter dem gleichnamigen Platz.
Umfangreiche archäologische Entdeckungen im historischen Zentrum der Stadt führten zu einer Verlangsamung der Bauarbeiten und einigen Änderungen der ursprünglichen Pläne.
Die Station ist am 2. März 2013 in Betrieb genommen worden. Die Station der fahrerlosen U-Bahn hat Bahnsteigtüren.

## Anbindung
| Linie | Verlauf |
| ----- | --- |
|       | Prealpino – Casazza – Mompiano – Europa – Ospedale – Marconi – San Faustino – Vittoria – Stazione FS – Bresciadue – Lamarmora – Volta – Poliambulanza – San Polo Parco – San Polo – Sanpolino – Sant’Eufemia-Buffalora |